# Ananel
Ananel (oder Hananel) war ein Jerusalemer Hohepriester. Er wurde von Herodes dem Großen kurz nach dessen Regierungsantritt 37 v. Chr. zum Hohenpriester ernannt. 
Seine Herkunft ist unklar, angeblich stammt er aus Babylon (Flavius Josephus, Antiquitates Judaica 15, 2, 4), nach anderen Quellen jedoch war er ägyptischer Herkunft. Jedenfalls gehörte er weder zum Haus der Hasmonäer noch zu einer der vornehmen Priesterfamilien, was seine Ernennung zu einem skandalösen Ärgernis vor allem für Alexandra (Hasmonäerin), die Schwiegermutter des Herodes, machte. In ihren Augen hatte nämlich ihr 16-jähriger Sohn Aristobulos III. weit eher Anspruch auf diese Ehrenstellung.
Um ihr Ziel zu erreichen, sandte sie Bilder ihrer beiden Kinder Aristobulos III. und Mariamne I. an Marcus Antonius, der damals unter dem Einfluss Kleopatras von Ägypten den Ostteil des römischen Reiches regierte. Sie tat das wohl in der Hoffnung, die große Schönheit der beiden werde Antonius für ihre Kinder und ihre Wünsche einnehmen. Das gelang auch: Mariamne war mit Herodes verheiratet und stand daher nicht zur Verfügung, den Aristobulos aber befahl der auch für Männerschönheit aufgeschlossene Antonius dem Herodes an seinen Hof zu senden, was natürlich nicht im Sinn von Herodes sein konnte. Vor die Wahl gestellt, den Aristobulos im Bett des Antonius oder am Altar des Tempels zu sehen, entschied Herodes sich für das letztere.
Er setzte Ananel kurzerhand ab und machte den Aristobulos zum Hohenpriester der Juden, wodurch dieser qua Amt unabkömmlich wurde. Bald jedoch erwies sich die große Popularität des jugendlichen Hohenpriesters in den Augen von Herodes als eine neue Gefahr. Er lud daher im Herbst des Jahres 35 v. Chr. den Aristobulos nach Jericho ein und ließ ihn von seinen Knechten bei einer Schwimmbeckenbalgerei ertränken.
Anschließend machte er 34 v. Chr. den Ananel wieder zum Hohenpriester. Wann er von seinem Nachfolger Jesus ben Phiabi abgelöst wurde, ist nicht bekannt. Spätestens jedoch 23 v. Chr., da Jesus ben Phiabi damals durch Simon ben Boethos abgelöst wurde.